# Wenzel Jaksch
Wenzel Jaksch (ur. 25 września 1896 w Horních Stropnicach, zm. 27 listopada 1966 w Wiesbaden) – niemiecki polityk socjaldemokratyczny i działacz mniejszości niemieckiej w Czechosłowacji, przewodniczący Związku Wypędzonych (1964–1966). 

## Życiorys
W młodości pracował fizycznie jako murarz. Od 1913 należał do Socjalistycznej Partii Austrii. W wyniku walk podczas I wojny światowej został ciężko ranny. Po 1918 pracował jako dziennikarz w niemieckiej prasie lewicowej w Czechosłowacji (m.in. redaktor pisma "Sozialdemokrat"). W 1924 został wybrany członkiem zarządu Niemieckiej Socjaldemokratycznej Partii Robotniczej w Republice Czechosłowackiej (DSAP). W 1938 został przewodniczącym ugrupowania. W latach 1929–1938 wykonywał mandat posła do Zgromadzenia Narodowego. Po utworzeniu Protektoratu Czech i Moraw przez III Rzeszę wyemigrował najpierw do Polski, a następnie do Wielkiej Brytanii.
W czasie II wojny światowej przebywał w Wielkiej Brytanii, gdzie wchodził w skład rządu Czechosłowacji na emigracji jako reprezentant Niemców sudeckich. W 1949 Brytyjczycy zezwolili mu na wyjazd do  Niemiec Zachodnich. Związał się z SPD zajmując się sprawami uchodźców i przesiedleńców. W latach 1950–1953 był kierownikiem Urzędu Krajowego ds. Wypędzonych, Uchodźców i Ewakuowanych w Hesji. Od 1964 do śmierci sprawował funkcję przewodniczącego Związku Wypędzonych. W latach 1961–1966 był wiceprzewodniczącym Ziomkostwa Sudeckoniemieckiego. Był działaczem SPD oraz członkiem jej gabinetu cieni w 1960 (jako minister ds. wypędzonych). Od 1956 sprawował mandat posła do Bundestagu. W 1968 odznaczony Europejską Nagrodą Karola Ziomkostwa Sudeckoniemieckiego.
W trakcie swoich wystąpień krytykował stanowisko Wielkiej Brytanii i Francji, które po wojnie wypowiadały się przeciwko układowi monachijskiemu. Nawoływał Niemców sudeckich do zachowywania "żołnierskiej gotowości". Na zjeździe w Stuttgarcie w 1965 domagał się oddania przez Czechosłowację Sudetów.
Zginął w wypadku samochodowym. Jego imieniem nazwano ulice m.in. w Wiesbaden.

## Literatura
- Martin K. Bachstein: Wenzel Jaksch und die sudetendeutsche Sozialdemokratie. München 1974.
- Friedrich Prinz: Benes, Jaksch und die Sudetendeutschen. Stuttgart: Seliger-Archiv, 1975, 76 S.
- Emil Werner: Wenzel Jaksch, Bonn 1991.